# Зебинце (Владичин Хан)
Зебинце је насеље у Србији у општини Владичин Хан у Пчињском округу. Према попису из 2022. било је 26 становника (према попису из 1991. било је 190 становника).

## Старине и прошлост
У Зебинцу и око њега постоје карактеристични топографски називн и извесне старине. Они указују да је овде било становника и у раније доба.
Назив Градиште односи се на локалитет који лежи десно од Зебинске Реке. Сада је тамо паша, без остатка од старина. У народу се говори, да је „неки пут туј био град".
Потес Селиште лежи у источном делу села. Сада су тамо ливаде, њиве и добри кладенци. По причању сељака, тамо је било неко насеље, које је постојало пре данашњег 3ебинца. До Селишта је место Црвена Вода. Ту су сељаци ископавали старе црепове и ћупове.
Ђурина Падина лежи десно од Зебинске Реке. Тамо су се налазили жрвњеви „од старо време".- На потесу Крагујевац, који лежи у планини, налаазе се „корито за воду и једна крива бука". Говори се, да је тамо неки човек ископао „ћупче са парама".
Данашње Зебинце основано је у исто доба када и суседно насеље Рдово. У Рдово прво су дошли, како је речено, преци рода Гирици, а у 3ебинце преци рода Гроздића. То је било у друrој половини XVIII века. После Гроздиhа у Зебинце су се населили Гулинци, а иза њих Баба Стојанинци итд.
Прва кућа поменутих Гроздића налазила се на месту сада званом Стара Кућа. Домаћин те куће у овом крају Грделичке клисуре био је усамљен. Да би имао с ким да поразговара, он се морао спустати до Ј. Мораве и тамо налазио сељаке из данашњеr Манајла.
Потес Бежанија је под буковом шумом. Говори се, да је тамо народ „ишао у бежанију“ за време Турака. - Постоји веровање, да су некада на месту Шупљи Камен „живели ђаволи“.
Сеоска слава је на св. Марка у мају. - Зебинце има посебно гробље. Налази се на граници атара према Јастребцу. - О празницима раније су становници посећивали цркву у Г. Јабукову (околина Вл. Хана). Од пре око 20 година они посећују нову цркву у суседном Јастребцу. - Главни део Зебинца представља махала Село. –Сеоски крст је на месту Црвена Бара.
На нашој топографској карти (секција ,Врање", 1:100.000) у северозападном делу атара погрешно је записано насеље 3авој. То је махала Поповци која припада Зебинцу. У тој махали налазн се њива звана Завој.

## Демографија
У насељу Зебинце живи 116 пунолетних становника, а просечна старост становништва износи 61,3 година (60,7 код мушкараца и 61,9 код жена). У насељу има 57 домаћинстава, а просечан број чланова по домаћинству је 2,12.
Ово насеље је у потпуности насељено Србима (према попису из 2002. године), а у последња три пописа, примећен је пад у броју становника.
|  |

| Демографија | Демографија | Демографија |
| Година      | Становника  | Становника  |
| ----------- | ----------- | ----------- |
| 1948.       | 420         |             |
| 1953.       | 414         |             |
| 1961.       | 424         |             |
| 1971.       | 380         |             |
| 1981.       | 285         |             |
| 1991.       | 190         | 190         |
| 2002.       | 121         | 121         |
| 2011.       | 67          |             |
| 2022.       | 26          |             |

| Етнички састав према попису из 2002.‍ | Етнички састав према попису из 2002.‍ | Етнички састав према попису из 2002.‍ | Етнички састав према попису из 2002.‍ | Етнички састав према попису из 2002.‍ |
| ------------------------------------ | ------------------------------------ | ------------------------------------ | ------------------------------------ | ------------------------------------ |
|                                      |                                      |                                      |                                      |                                      |
| Срби                                 | Срби                                 |                                      | 121                                  | 100,0%                               |
| непознато                            | непознато                            |                                      | 0                                    | 0,0%                                 |

| Година пописа     | 1948. | 1953. | 1961. | 1971. | 1981. | 1991. | 2002. |
| ----------------- | ----- | ----- | ----- | ----- | ----- | ----- | ----- |
| Број домаћинстава | 72    | 72    | 77    | 75    | 76    | 70    | 57    |

| Број чланова      | 1  | 2  | 3 | 4 | 5 | 6 | 7 | 8 | 9 | 10 и више | Просек |
| ----------------- | -- | -- | - | - | - | - | - | - | - | --------- | ------ |
| Број домаћинстава | 12 | 33 | 7 | 3 | 2 | 0 | 0 | 0 | 0 | 0         | 2,12   |

| Пол    | Укупно | Неожењен/Неудата | Ожењен/Удата | Удовац/Удовица | Разведен/Разведена | Непознато |
| ------ | ------ | ---------------- | ------------ | -------------- | ------------------ | --------- |
| Мушки  | 61     | 8                | 44           | 8              | 1                  | 0         |
| Женски | 57     | 2                | 45           | 9              | 1                  | 0         |
| УКУПНО | 118    | 10               | 89           | 17             | 2                  | 0         |

| Пол    | Укупно                    | Пољопривреда, лов и шумарство | Рибарство                            | Вађење руде и камена | Прерађивачка индустрија       |
| ------ | ------------------------- | ----------------------------- | ------------------------------------ | -------------------- | ----------------------------- |
| Мушки  | 23                        | 13                            | 0                                    | 0                    | 4                             |
| Женски | 19                        | 18                            | 0                                    | 0                    | 0                             |
| УКУПНО | 42                        | 31                            | 0                                    | 0                    | 4                             |
| Пол    | Производња и снабдевање   | Грађевинарство                | Трговина                             | Хотели и ресторани   | Саобраћај, складиштење и везе |
| Мушки  | 0                         | 0                             | 1                                    | 0                    | 1                             |
| Женски | 0                         | 0                             | 0                                    | 0                    | 0                             |
| УКУПНО | 0                         | 0                             | 1                                    | 0                    | 1                             |
| Пол    | Финансијско посредовање   | Некретнине                    | Државна управа и одбрана             | Образовање           | Здравствени и социјални рад   |
| Мушки  | 0                         | 0                             | 1                                    | 0                    | 0                             |
| Женски | 0                         | 0                             | 0                                    | 0                    | 0                             |
| УКУПНО | 0                         | 0                             | 1                                    | 0                    | 0                             |
| Пол    | Остале услужне активности | Приватна домаћинства          | Екстериторијалне организације и тела | Непознато            | Непознато                     |
| Мушки  | 0                         | 0                             | 0                                    | 3                    | 3                             |
| Женски | 0                         | 0                             | 0                                    | 1                    | 1                             |
| УКУПНО | 0                         | 0                             | 0                                    | 4                    | 4                             |